# Orion (argentinische Rakete)

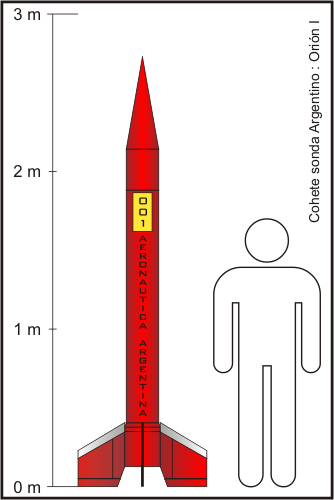
CSA Orión-1

Orion war die Bezeichnung einer argentinischen Höhenforschungsrakete, die zwischen 1965 und 1971 von CELPA, Mar Chiquita, Tartagal und von der Wallops Flight Facility gestartet wurde.

## Technische Daten
|               | Orion 1         | Orion 2           |
| ------------- | --------------- | ----------------- |
| Höhe          | 3,00 m          | 3,77 m            |
| Durchmesser   | 0,21 m          | 0,21 m            |
| Startmasse    | 100 kg          | 100 kg            |
| Nutzlast      | 10 kg           | 25 kg             |
| Gipfelhöhe    | 80 km           | 160 km            |
| Erststart     | 1. Oktober 1965 | 19. Mai 1966      |
| Letzter Start | 1. Juli 1966    | 19. December 1971 |
| Starts        | 2               | 22                |